# Scorpiops lii
Espèce
Synonymes
- Euscorpiops lii Di & Qiao, 2020

Scorpiops lii est une espèce de scorpions de la famille des Scorpiopidae.

## Distribution
Cette espèce est endémique du Tibet en Chine. Elle se rencontre dans le xian de Lhünzê.

## Description

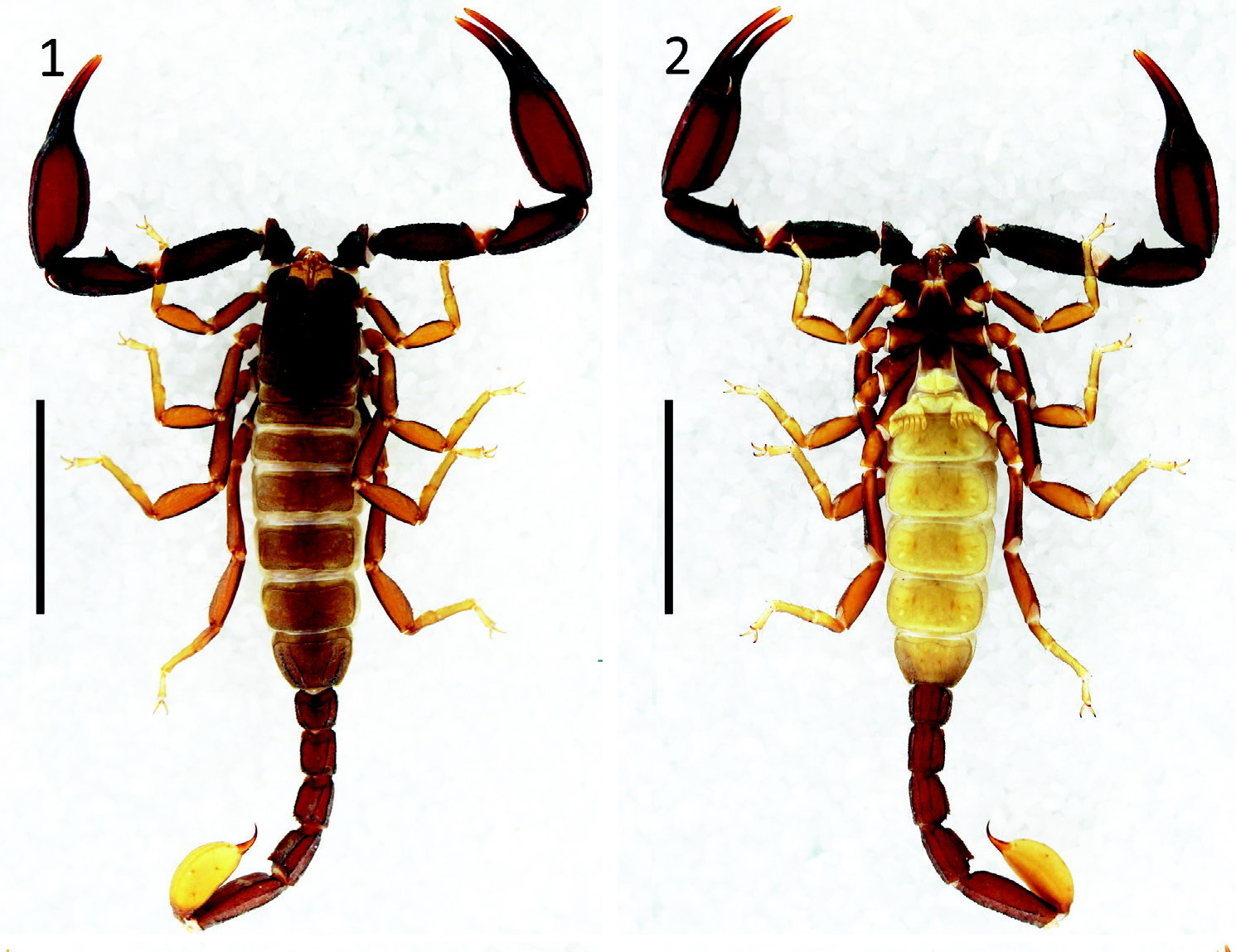
Scorpiops lii ♂

Le mâle holotype mesure 37,4 mm et la femelle paratype 38,8 mm.

## Systématique et taxinomie
Cette espèce a été décrite sous le protonyme Euscorpiops lii par Di et Qiao en 2020. Elle est placée dans le genre Scorpiops par Kovařík, Lowe, Stockmann et Šťáhlavský en 2020.

## Étymologie
Cette espèce est nommée en l'honneur de Wen-xin Li.

## Publication originale
- Di & Qiao, 2020 : « Euscorpiops lii sp. nov. and a key of the genus Euscorpiops Vachon, 1980 (Scorpiones, Scorpiopidae) from China. » ZooKeys, no 968, p. 71–83 (texte intégral).